# Zach Hadel
Zach Hadel, conocido por su seudónimo psychicpebbles, es un animador, escritor, director, actor de voz y YouTuber estadounidense. Él y Michael Cusack son cocreadores y coprotagonistas de la serie animada de Adult Swim Smiling Friends. También es conocido por sus animaciones en Internet y por ser coanfitrión de la serie web Let's Play OneyPlays.

## Primeros años
Hadel creció en Kansas. Comenzó su carrera de animación subiendo animaciones de Adobe Flash a Newgrounds, para luego pasar a YouTube. Se matriculó en la universidad para aprender diseño gráfico, pero abandonó inmediatamente antes de asistir a ninguna clase. Hadel, un animador autodidacta, ha declarado que programas como Bob Esponja, Los Simpson, Dragon Ball Z, Beavis and Butt-Head y South Park inspiraron su estilo de animación.

## Carrera
Sus dibujos animados independientes de formato corto se hicieron populares en línea, como su video animado en respuesta al uso excesivo del meme de la "flecha en la rodilla" de The Elder Scrolls V: Skyrim, que se volvió viral en 2011. Junto con su compañero animador de Newgrounds Chris O'Neill, Hadel creó la popular serie de dibujos animados web Hellbenders con versiones exageradas de O'Neill y de él mismo, que fue elegida para un piloto por Adult Swim pero que finalmente no se llevó a cabo después de varios años en desarrollo. Hadel también colaboró con O'Neill para hacer un breve vídeo animado que parodiaba el documental Kony 2012 ; el vídeo se volvió viral y recibió más de 1,7 millones de visitas en su primer fin de semana. Hadel fue miembro del grupo de YouTube SleepyCabin y copresentó SleepyCast, un podcast de comedia y debate presentado por ex animadores de Newgrounds que se lanzó el 30 de agosto de 2014. A abril de 2024, su canal de YouTube psychicpebbles tiene 1,6 millones de suscriptores y 222,28 millones de visitas.
Hadel animó un segmento de Hilarity for Charity de Seth Rogen con Justin Roiland, cocreador de Rick y Morty. Más tarde, Roiland calificó la animación como su broma más transgresora. Hadel y Roiland también aparecieron junto al animador Alex Hirsch en el podcast de transmisión en vivo de h3h3 para caridad donde recaudaron más de $100,000 para ayudar a la vida silvestre de California.
Hadel presentó el podcast Schmucks de 2017 a 2019, donde entrevistó a otros artistas como Michael Stevens, Finn Wolfhard, Jon Jafari y Ethan Klein.
En 2018, Hadel realizó el guion gráfico de Bob Esponja para el episodio de la temporada 11 "The Grill is Gone".

### Smiling Friends
El 1 de abril de 2020, el bloque nocturno Adult Swim de Cartoon Network estrenó el episodio piloto de la serie de televisión animada para adultos de Hadel y el animador australiano Michael Cusack, Smiling Friends. La serie sigue a Pim y Charlie, dos empleados de la empresa titular cuya misión es hacer sonreír a la gente. La serie se estrenó con un maratón de temporada completa el 9 de enero de 2022 y luego debutó en HBO Max. Adult Swim anunció que el programa se renovaría para una segunda temporada el 9 de febrero de 2022. Adult Swim renovó el programa para una tercera temporada el 13 de junio de 2024.

## Filmografía

### Películas
| Año | Título                  | Papel    | Notas      |
| --- | ----------------------- | -------- | ---------- |
| TBA | Hand Drawn: Documentary | Él mismo | Documental |

### Televisión
| Año           | Título                              | Papel                 | Notas |
| ------------- | ----------------------------------- | --------------------- | --- |
| 2011          | The One Show                        |                       | Animador, con TomSka (Temporada 6, Episodio 211, segmento "OH NO BEARS")                                                                                          |
| 2018          | Seth Rogen's Hilarity for Charity   | Ity                   | También animador |
| 2018          | Bob Esponja                         |                       | Artista de guion gráfico ("The Grill is Gone") |
| 2022-presente | Smiling Friends                     | Charlie, Glep, varios | También cocreador, director, escritor, artista de guion gráfico, revisor de guion gráfico, art director, supervisor de diseño de personajes, diseñador y animador |
| 2022          | Tig n' Seek                         | Darryl Barryl         | 1 episodio ("Twin Seeks") |
| 2022          | The Paloni Show! Halloween Special! | Reggie Paloni         | También coescritor. |

### Web
| Año             | Título                             | Papel                                     | Notas                                                               |
| --------------- | ---------------------------------- | ----------------------------------------- | ------------------------------------------------------------------- |
| 2012–2015       | Hellbenders                        | Zach                                      | Cocreador, codirector, coescritor                                   |
| 2012–2013       | Ninja Sex Party                    |                                           | Animador en "Unicorn Wizard" y "Best Friends Forever!"              |
| 2013            | TOME: Terrain of Magical Expertise | Zunchdial                                 | Voz                                                                 |
| 2013            | OneyNG                             |                                           | "Potato Salad"                                                      |
| 2014            | Improvable                         | Various                                   |                                                                     |
| 2014-presente   | OneyPlays                          | Él mismo                                  | Invitado, coanfitrión                                               |
| 2014-2019       | SleepyCast                         | Él mismo                                  | Podcast, anfitrión                                                  |
| 2014-2016, 2019 | JonTron                            | Grimbo (voz), The Ultimate Gamer          | Animador, escritor, voz                                             |
| 2015            | JonTron's StarCade                 | Indy Wife, Yoda                           | Voz, escritor (Episodio 9 - The Star Wars Holiday Special (FINALE)) |
| 2016            | Eddsworld                          |                                           | Arte adicional                                                      |
| 2017-2019       | Schmucks                           | Él mismo                                  | Podcast, anfitrión, 4 episodios                                     |
| 2017, 2021      | The Official Podcast               | Él mismo                                  | Invitado, 2 episodios                                               |
| 2017            | Hellsing Ultimate Abridged         | Satan                                     | Voz                                                                 |
| 2018            | <i>H3 Podcast</i>                  | Él mismo, Fan de Logan Paul, Donald Trump | Podcast, Invitado                                                   |
| 2019            | The Ultimate Recap Cartoon         | Momo                                      | Voz                                                                 |
| 2019            | The Cyanide & Happiness Show       | Tiny Gene                                 | Episodio: The Animator's Curse                                      |
| 2019-presente   | The Create Unknown                 | Él mismo                                  | Invitado                                                            |
| 2020            | MeatCanyon                         | Humpty Dumpty                             | Voz                                                                 |
| 2021            | SMILING FRIENDS: Free Draw         | Él mismo                                  | Especial en el canal de YouTube Adult Swim.                         |
| 2022            | Monkey Wrench                      | Screamo                                   | Episodio: The Ghost Egg                                             |
| 2022            | Brain Dump                         | Secretario                                | Episodio: What Is Fash Ism?                                         |
| 2023            | Helluva Boss                       | Voces adicionales                         | Episodio: "Mammon's Magnificent Musical Mid-Season Special"         |
| 2024            | Spooky Month                       | Literally Zach                            | Episodio: Hollow Sorrows                                            |
| 2024            | Shrek 2 Retold                     | Shrek                                     | Voz                                                                 |

### Videojuegos
| Año  | Título       | Papel  | Notas |
| ---- | ------------ | ------ | ----- |
| 2022 | High on Life | Varios | Voz   |